# اتحادیه بین‌المللی اخترشناسی
اتحادیهٔ بین‌المللی اخترشناسی یک انجمن بین‌المللی برای ستاره‌شناسان حرفه‌ای با درجهٔ پی‌اچ‌دی و بالاتر از آن است که در زمینه‌های آموزش و پژوهش حرفه‌ای ستاره‌شناسی کار می‌کنند. در میان دیگر کنش‌های اتحادیهٔ بین‌المللی اخترشناسی، اختیار آن در نامگذاری اجرام آسمانی (ستاره، سیاره، سیارک، دنباله‌دار، شهاب‌سنگ و مانند آن‌ها) و هر گونه عوارضی بر روی آن‌ها به رسمیت شناخته می‌شود.

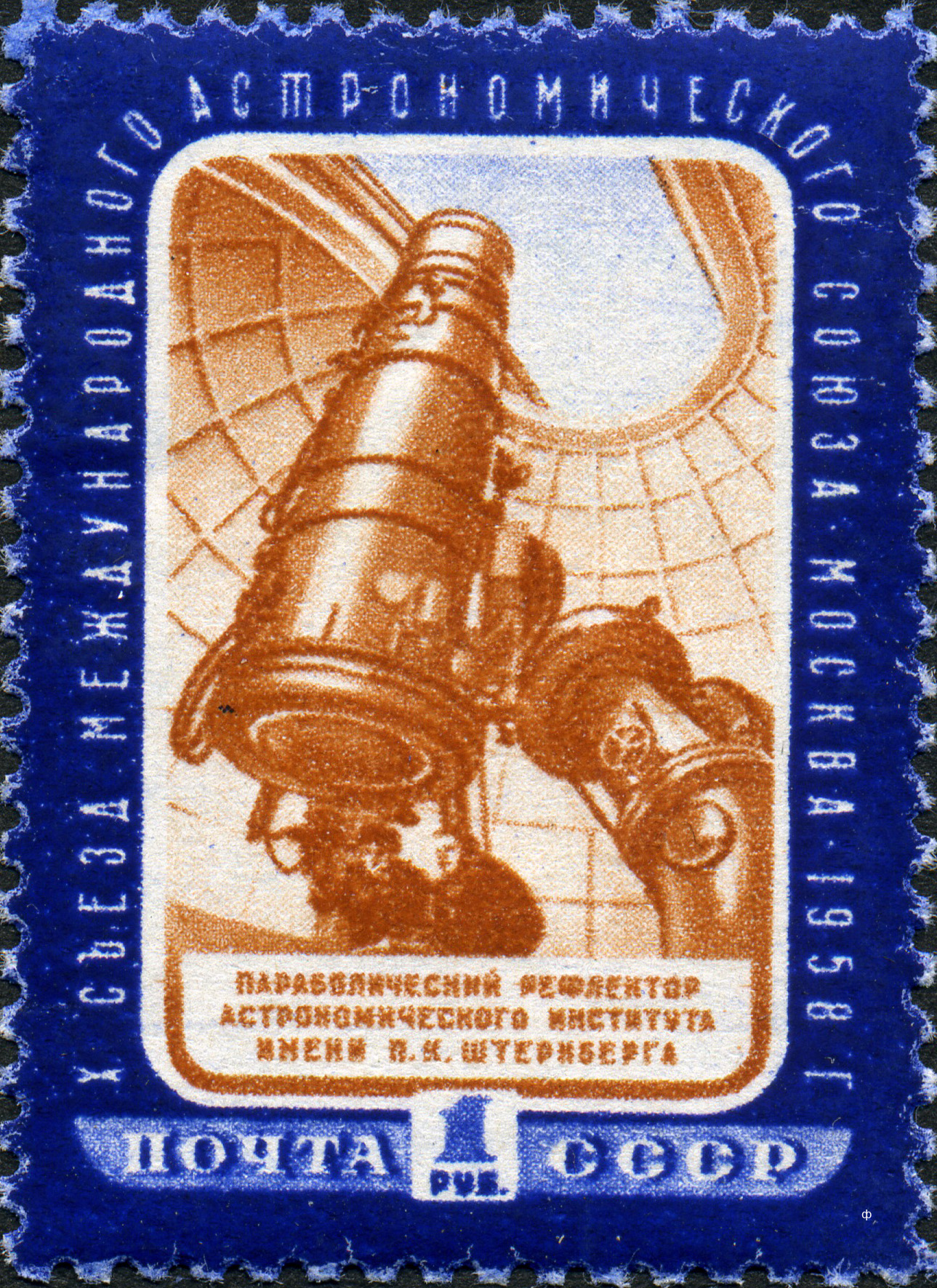
تمبر چاپ شده برای مجمع عمومی اتحادیهٔ بین‌المللی اخترشناسی در مسکو اتحاد جماهیر شوروی سوسیالیستی در ۱۹۵۸ (میلادی)

اتحادیهٔ بین‌المللی اخترشناسی عضو شورای بین‌المللی علوم است. آرمان بنیادین آن پیشرفت و حفاظت از دانش ستاره‌شناسی در همهٔ جنبه‌های آن با همکاری بین‌المللی است. اتحادیهٔ بین‌المللی اخترشناسی پیوند دوستانه‌ای با سازمان‌های ستاره‌شناسی دارد که ستاره‌شناسان آماتور عضو آن‌ها هستند. ستاد اتحادیهٔ بین‌المللی اخترشناسی در طبقهٔ دوم نهاد اخترفیزیک پاریس در بخش ۱۴ام پاریس است. گروه‌های کاری، شامل گروه کاری نامگذاری سامانهٔ سیاره‌ای و گروه کاری نام ستاره‌ها می‌شود که بر پایهٔ کنواسیون نام‌گذاری اخترشناسی، نام ستاره‌ها و سیاره‌ها را استاندارد و دسته‌بندی می‌کند. اتحادیهٔ بین‌المللی اخترشناسی همچنین سرپرست سامانهٔ تلگرام‌های ستاره‌ای است که در دفتر مرکزی تلگرام‌های ستاره‌شناسی، ساخته و پخش می‌شوند. مرکز بررسی ریزسیاره‌ها نیز زیر نظر اتحادیهٔ بین‌المللی اخترشناسی کار می‌کند و کار «پاکسازی» را برای همهٔ اجرام غیر سیاره‌ای و غیر ماه‌گونه سامانهٔ خورشیدی انجام می‌دهد. گروه کاری نامگذاری بارش شهابی و مرکز دادهٔ شهاب‌سنگ کار نامگذاری باران شهابی را انجام می‌دهند.

## تاریخچه
اتحادیهٔ بین‌المللی اخترشناسی در ۲۸ ژوئیهٔ ۱۹۱۹ میلادی در مجلس مؤسسان شورای بین‌المللی پژوهش (شورای بین‌المللی علوم امروزی) در بروکسل بلژیک پایه‌گذاری شد. دو زیرمجموعهٔ شورای بین‌المللی علوم نیز در این مجمع پایه‌گذاری شدند که نام آن‌ها کمیسیون بین‌المللی زمان (در دفتر بین‌المللی زمان در پاریس) و دفتر مرکزی تلگرام‌های ستاره‌ای (با دفتر نخستین در کپنهاگ دانمارک) بود.
هفت عضو نخستین اتحادیهٔ بین‌المللی اخترشناسی بلژیک، کانادا، فرانسه، بریتانیا، یونان، ژاپن، و ایالات متحدهٔ آمریکا بودند. مدت کوتاهی پس از آن ایتالیا و مکزیک نیز به اتحادیهٔ بین‌المللی اخترشناسی پیوستند. نخستین کمیتهٔ اجرایی از بنجامین بایو (رئیس، فرانسه)، آلفرد فاولر (دبیرکل، بریتانیا)، و چهار معاون رئیس به نام‌های ویلیام کمپبل (آمریکا)، فرانک دایسن (بریتانیا)، ژورژ لکنت (بلژیک)، و آنیبال ریکو (ایتالیا) پدید آمد. ۳۲ کمیسیون (که در آغاز به «کمیته‌های دائمی» شناخته می‌شدند) در نشست بروکسل منصوب شدند و بر موضوع‌های مرتبط با ریزسیاره‌ها تمرکز کردند. گزارش ۳۲ کمیته، موضوع بحث نخستین مجمع عمومی در رم ایتالیا در ۲ تا ۱۰ مه ۱۹۲۲ (میلادی) بود. در پایان نخستین مجمع عمومی ۱۰ کشور استرالیا، برزیل، چکسلواکی، دانمارک، هلند، نروژ، لهستان، رومانی، آفریقای جنوبی، و اسپانیا نیز به اتحادیهٔ بین‌المللی اخترشناسی پیوستند و شمار اعضا به ۱۹ رسید. اگرچه اتحادیهٔ بین‌المللی اخترشناسی به‌طور رسمی ۸ ماه پس از پایان جنگ جهانی اول پایه‌گذاری شد اما پیش از آن نیز همکاری بین‌المللی نیرومندی نیز در زمینه‌ستاره‌شناسی وجود داشته‌است. مانند برنامهٔ کاتالوگ انجمن ستاره‌شناسی از ۱۸۶۸ میلادی تاکنون، کاتالوگ نقشه‌نگاری آسمان از ۱۸۸۷ میلادی تاکنون، و اتحادیهٔ بین‌المللی پژوهش خورشیدی از ۱۹۰۴ میلادی تاکنون.

کشورهای عضو اتحادیه بین‌المللی اخترشناسی

۵۰ سال نخست تاریخ اتحادیهٔ بین‌المللی اخترشناسی به خوبی مستند شده‌است. تاریخ پس از آن نیز به شکل یادداشت‌نویسی رئیسان و دبیرکل‌های پیشین اتحادیهٔ بین‌المللی اخترشناسی ثبت شده‌است. دوازده نفر از چهارده دبیرکل پیشین اتحادیهٔ بین‌المللی اخترشناسی میان ۱۹۶۴ میلادی تا ۲۰۰۶ میلادی در یادآوری تاریخ انجمن در بولتن اطلاعات شمارهٔ ۱۰۰ همکاری کردند. شش رئیس پیشین میان سال‌های ۱۹۷۶ میلادی تا ۲۰۰۳ میلادی نیز در یادآوری تاریخ انجمن در بولتن اطلاعات شمارهٔ ۱۰۴ همکاری کردند.

## ترکیب
اتحادیهٔ بین‌المللی اخترشناسی ۱۲٬۶۶۴ عضو حقیقی دارد که ستاره‌شناسان حرفه‌ای از ۹۶ کشور جهان هستند. ۸۳٪ اعضا مرد و ۱۷٪ زن هستند.
۷۹ سازمان ملی ستاره‌شناسی نیز عضو انجمن می‌باشند.
بدنهٔ پایهٔ اتحادیهٔ بین‌المللی اخترشناسی، مجمع عمومی آن است که از همهٔ اعضای آن پدید می‌آید. مجمع، خط‌مشی، قانون، و آیین‌نامه (همه متمم‌های پیشنهادی) اتحادیهٔ بین‌المللی اخترشناسی را تعیین می‌کند. گزینش کمیته‌های گوناگون نیز بر عهدهٔ مجمع عمومی انجمن است.
حق رأی در مورد مسائل مطرح در مجمع، متناسب با نوع موضوع بحث، متفاوت است. قانون اتحادیه، این موضوع‌ها را به دو دسته، تقسیم می‌کند:
- موضوع‌های «اساساً با ذات علمی» (که توسط کمیتهٔ اجرایی تعیین می‌شوند) که بر پایهٔ آن، حق رأی تنها در اختیار اعضای حقیقی است و
- همهٔ دیگر موضوع‌ها (مانند بازنگری قانون و مسائل رویه‌ای) که بر پایهٔ آن، حق رأی تنها در اختیار سازمان‌های نمایندهٔ دولت‌ها است.

در مورد مسائل بودجه (که در دسته دوم قرار می‌گیرد) وزن رای‌دهی نمایندهٔ دولت‌ها بر پایهٔ نسبت سطح اشتراک آن‌ها محاسبه می‌شود. تصویب رأی‌گیری در دستهٔ دوم نیاز به موافقت دست‌کم دو-سوم نمایندگان دولت‌ها دارد. برای تصویب هر رأی‌گیری، اکثریت مطلق کافی است. به غیر از رأی‌گیری بازنگری قانون که به دو-سوم اکثریت نیاز دارد. اگر شمار رای‌ها برابر باشند رای رئیس انجمن تعیین‌کننده خواهد بود.

## مجمع‌ها
از ۱۹۲۲ میلادی تاکنون به غیر از ۱۹۳۸ میلادی تا ۱۹۴۸ میلادی به خاطر جنگ جهانی دوم، مجمع عمومی اتحادیهٔ بین‌المللی اخترشناسی هر سه سال برگزار می‌شود. پس از درخواست جمهوری خلق لهستان در ۱۹۶۷ میلادی و با تصمیم بحث‌برانگیز رئیس انجمن، یک مجمع عمومی فوق‌العاده در سپتامبر ۱۹۷۳ در ورشو، مدت کوتاهی پس از نشست طبق برنامه در سیدنی برگزار شد تا ۵۰۰امین سال زادروز نیکلاس کوپرنیک جشن گرفته شود.

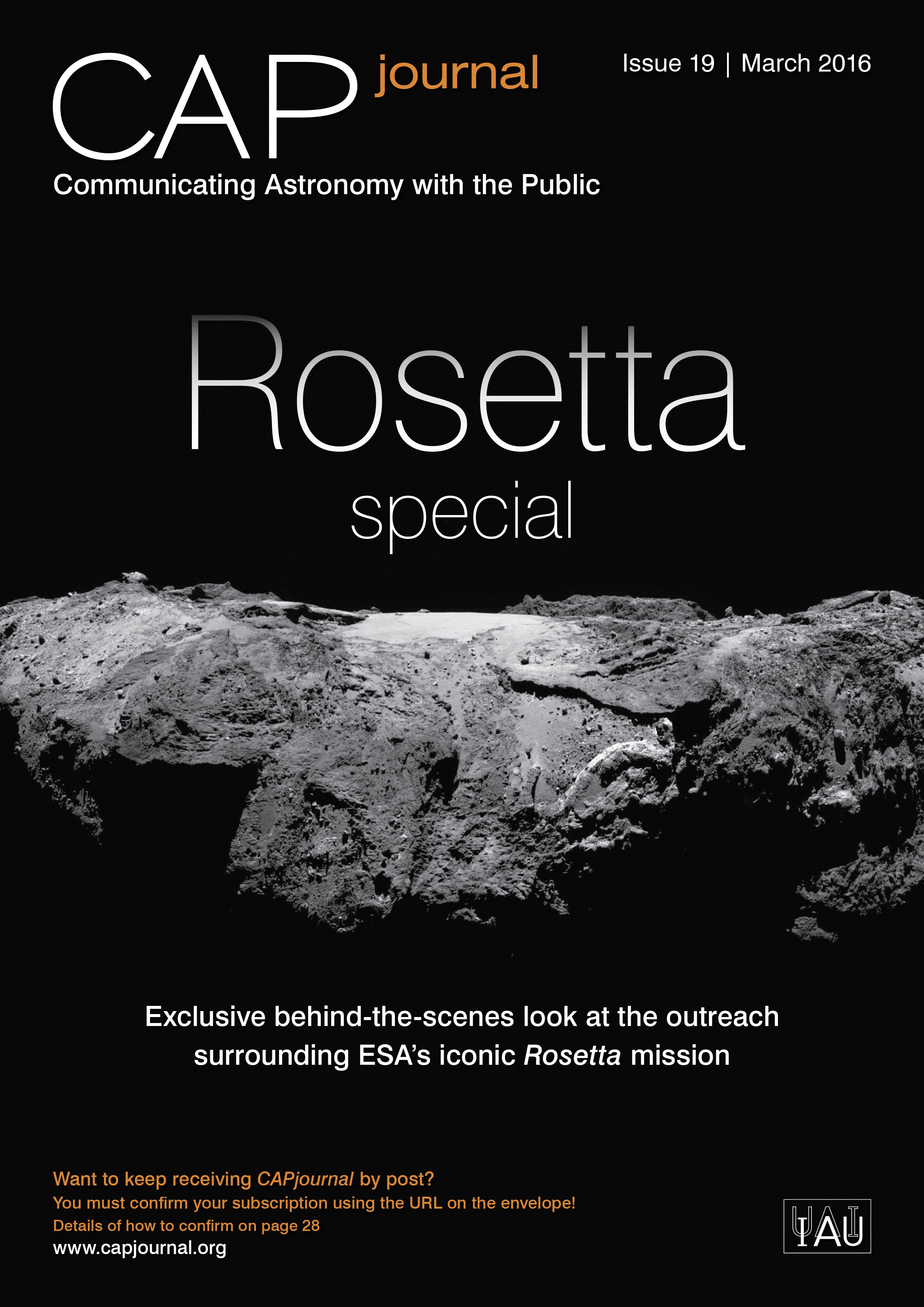
روی جلد شماره ۱۹ ژورنال کَپ (مارس ۲۰۱۶)

## کمیسیون ۴۶
کمیسیون ۴۶ یکی از کمیته‌های اجرایی اتحادیهٔ بین‌المللی اخترشناسی است که نقش ویژه‌ای در زمینهٔ توسعهٔ ستاره‌شناسی با همکاری دولت‌ها و فرهنگستان‌های علمی بازی می‌کند. بخشی از کمیسیون ۴۶ «برنامه آموزش ستاره‌شناسی برای توسعه» را در کشورهایی پیش می‌برد که هم‌اکنون آموزش ستاره‌شناسی در آن‌ها بسیار کم است. برنامهٔ آموزشی دیگر «برنامه تربیت آموزگار گالیله» است که پروژهٔ سال بین‌المللی ستاره‌شناسی در ۲۰۰۹ میلادی بود. این برنامه، یکی از برنامه‌های «دستیابی جهانی به کیهان» است که بر منابع بیشتر کنش‌های آموزشی برای کودکان و مدارس تمرکز دارد و برای پیشرفت و توسعهٔ پایدار در جهان طراحی شده‌است. برنامهٔ تربیت آموزگار گالیله همچنین بر استفادهٔ مؤثر و انتقال ابزارها و منابع آموزش ستاره‌شناسی در برنامهٔ درسی کلاس‌های علمی تأکید دارد. یک طرح راهبردی برای دورهٔ ۲۰۱۰ میلادی تا ۲۰۲۰ میلادی منتشر شده‌است.

## انتشارات
در سال ۲۰۰۴ میلادی اتحادیهٔ بین‌المللی اخترشناسی با همکاری انتشارات دانشگاه کمبریج، مجموعهٔ مقالات اتحادیهٔ بین‌المللی اخترشناسی را منتشر کرد.
در سال ۲۰۰۷ میلادی نهاد ستاره‌شناسی ارتباطی با همکاری گروه کاری ژورنال همگانی، پژوهشی را برای برآورد امکان‌سنجی نهاد ستاره‌شناسی ارتباطی با ژورنال همگانی انجام داد.